# Liste der Fließgewässer im Flusssystem Lauer
Die Liste der Fließgewässer im Flusssystem Lauer umfasst alle direkten und indirekten Zuflüsse der Lauer, soweit sie namentlich auf der Topographischen Karte 1:10000 Bayern Nord (DK 10), im Kartenwerk des Stadtplandienstes der Euro-Cities AG oder im Kartenservicesystem des Bayerischen Landesamts für Umwelt (LfU) aufgeführt werden. Namenlose Zuläufe und Abzweigungen werden nicht berücksichtigt. Wenn sich der Gewässername nach dem Zusammenfluss zweier Gewässerabschnitte ändert, werden die beiden Zuflüsse als Quellzuflüsse separat angeführt, ansonsten erscheint der Teilbereichsname in Klammern. Die Längenangaben werden auf eine Nachkommastelle gerundet. Die Fließgewässer werden jeweils flussabwärts aufgeführt. Die orografische Richtungsangabe bezieht sich auf das direkt übergeordnete Gewässer.

## Lauer
Die Lauer ist der 30,3 km langer linker Zufluss der Fränkischen Saale. 

## Zuflüsse
Direkte und indirekte Zuflüsse der Lauer
- Leinach (links)
- Bruchgraben (rechts)
- Geißler (links) (über Brühlsgraben) 7,9 km
  - Brühlsgraben (rechts)
  - Lachengraben (links)
  - Sauerquellenbach (links)
    - Dorfquellenbach (links)
    - Warmer Lochgraben (rechts)

  - Altenmünster Mühlbach (links)
  - Sulz (rechts), (über Wetzhausener Mühlbach) 7,5 km
    - Wetzhausener Mühlbach[1] (Mühlbach[2]) (rechts)
    - Mailesbach (rechts)
- Maß (Maßbach) (links), 7,8 km
  - Afferbach (rechts)
  - Krummer Graben (links)
  - Erlenbach (Schäfergrund[3]) (links)
- Ransbach (rechts), 12,3 km
  - Reußengraben (rechts)
  - Loderbach (Haderbach[2]) (rechts)
  - Weichtungener Ransbach (rechts)
- Mittelgraben (rechts)
- Wannig (rechts), 8,1 km
  - Seegraben (rechts)
  - Kleine Wannig (links)
    - Dürrenwiesengraben (rechts)
    - Heiniggraben (links)

  - Dippach (rechts), 5,3 km
    - Schwendbach (rechts)
    - Sauerbach (rechts)

  - Edelbach, mit Unterlauf Rüttenberggraben (rechts)
- Talwasser (links)
- Hohlbachsgraben (links)
- Reichenbach (links), 5,0 km
- Ortgraben[4] (links)
- Lauerbachgraben (links)
- Erbiggraben (Mönchsbach[2]) (rechts)

## Flusssystem Fränkische Saale
siehe Liste der Fließgewässer im Flusssystem Fränkische Saale